# 어리호박벌

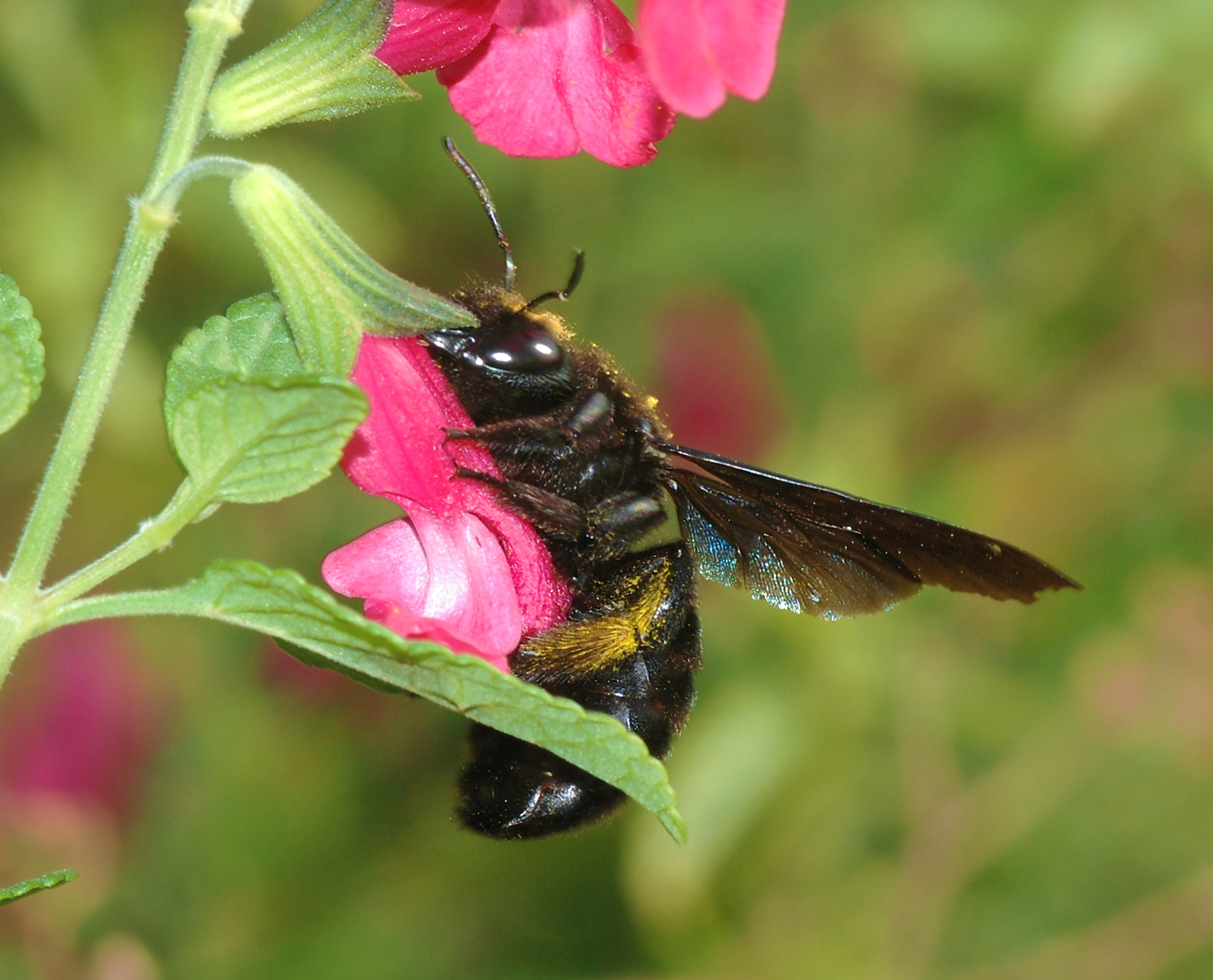
어리호박벌

어리호박벌은 꿀벌과의 벌이다. 수컷은 독침이 없으며 얼굴에 삼각 부분이 노랗고,암컷은 머리 전체가 검고 독침이 있다. 호박이 수박이도 어리호박벌이다. 일반 호박벌과 달리 혼자서 생활하거나 암수가 단둘이 사는 것이 특징,암컷은나무를 갉아먹어 집을짓는다.